# Назі-Бугаш
Назі-Бугаш (д/н — бл. 1333 до н. е.) — цар Вавилону близько 1333 до н. е.

## Життєпис
Походження є дискусійним. На думку частини дослідників Назі-Бугаш походив з молодшої гілки Каситської (III Вавилонської) династії. Інші вказують на його характеристику в написах — «син нікого», тобто не належав до царського роду. Втім цейнапис міг з'явитися пізніше, щоб вказати на незнатний стан Назі-Бугаша.
Близько 1333 року до н. е. після смерті царя Бурна-Буріаша II новим правителем Вавилону став його онук Караіндаш II, що також був онук по жіночій лінії ассирійського царя Ашшур-убалліт I. Це викликало невдоволення знаті, яка повалила Караіндаша II, поставивши царем Назі-Бугаша. Втім невдовзі проти нього виступив Ашшур-убалліт I, який завдав поразки Назі-Бугашу. Новим царем став молодший син Бурна-Буріаша II — Курігальзу II.